# Héraclite : Séminaire du semestre d'hiver 1966-1967
Pour des articles plus généraux, voir Martin Heidegger et La philosophie de Martin Heidegger.
L'ouvrage intitulé Héraclite et sous-titré Séminaire du semestre d'hiver 1966-1967, contient la transcription intégrale des treize séances d'un séminaire tenu par Martin Heidegger et Eugen Fink à l'Université de Fribourg-en-Brisgau durant le semestre d'hiver 1966-1967. « Il ne s'agit pas d'une succession d'exposés dogmatiques, mais d'un véritable dialogue : lecture à plusieurs des fragments de l'Ephésien où le lecteur est à son tour mis en demeure de repenser les pensées d'Héraclite ». La tension nécessaire au dialogue est assurée par la divergence de perspectives d'interprétation de Heidegger et de Fink. . S'agissant de Fink, Natalie Depraz, note que  dans la rédaction de sa célèbre Sixième Méditation cartésienne« la relecture d'Héraclite, concrétisée par le séminaire de 1966-67 animé en collaboration avec Heidegger, y joue un rôle essentiel »,
Comme le souligne Theodor Gomperz, « la grande originalité d’Héraclite ne consiste pas dans sa théorie de la matière primordiale, ni même dans sa théorie de la nature en général, mais, le premier, il a aperçu entre la vie de la nature et celle de l’esprit des rapports qui, dès lors, ne sont pas rentrés dans l’ombre; le premier, il a construit des généralisations qui recouvrent comme d’une immense voûte les deux domaines de la connaissance humaine ».

## Vue d'ensemble
Travail sur des fragments de textes difficiles, le compte rendu du séminaire reste complexe à saisir dans sa démarche. Dès le chapitre premier Eugen Fink introduit le Séminaire par l'idée, que ce dont Héraclite nous parle nous avons encore à le découvrir sans tenir compte de ce que nous en dit toute la tradition ; ce serait  par le renvoi des fragments les uns aux autres que le séminaire pense pouvoir reconstituer, la pensée de l'Éphésien. En outre selon David Chaberty, auteur d'une thèse sur la cosmologie d'Eugen Fink « c’est sur la base de conceptions fondamentales divergentes, que Fink et Heidegger entreprennent d’interpréter ou de comprendre Héraclite: pour l’un il s’agira d’atteindre la conceptualité d’Héraclite, pour l’autre de tenter de saisir le sens grec et proprement héraclitéen des fragments du vieux penseur ».« Ce séminaire, qui constitue le dernier moment de la carrière universitaire de Heidegger commencée plus de cinquante ans auparavant, nous place face à un nœud de tensions, c’est en partie dû au fait que les deux interlocuteurs avaient chacun, par des voies propres, bien que parfois convergentes, déjà fixé les coordonnées décisives de leur rapport à Héraclite », écrit Adriano Ardovino dans le Bulletin heideggérien.
Ainsi l’interrogation de Heidegger reste axée sur le logos et l’aléthéia, qui donnaient déjà leur titre et leur thème aux deux célèbres études sur Héraclite recueillies dans Essais et conférences, Fink, de son côté, propose un point de départ «cosmologique» en cherchant à élucider la pensée héraclitéenne de l’«Un-tout» à travers une approche du «feu» et des antagonismes au centre desquels se trouve la « foudre » et le «feu». Le feu est le principe de toutes choses. Il est en soi un dieu selon Héraclite. Il est la réalité du mouvement, et l'état premier et dernier du cosmos à travers ses cycles
Comme le souligne Philippe Arjakosky « lorsque Heidegger fut invité par Fink à participer à son séminaire sur Héraclite [...], il fut très vite gêné par l'ordre qu'avait choisi Fink pour entrer dans Héraclite, à savoir en débutant par l'étude des fragments dits cosmologiques et en particulier ceux portant sur le feu ». C'est ainsi que l'étude du (frag 30) « Ce monde a toujours été et il est et il sera un feu toujours vivant, s'alimentant avec mesure et s'éteignant avec mesure. », autour des 5e et 6e séances, constitua l'un des fils conducteurs de l'ensemble du Séminaire malgré les réserves d'Heidegger.
Le philosophe italien Adriano Ardovino, écrit : « Loin des prétentions de reconstruire une présupposée configuration originaire de l’ouvrage perdu d’Héraclite, ou de contester la disposition des fragments dans l’édition DielsKranz, Fink tente de donner un ordre raisonné des textes héraclitéens, qui trouve son commencement dans la doctrine du feu, s’avance vers la doctrine des oppositions, se poursuit à travers la doctrine de l’être et du logos, pour finir par éclairer les fragments sur la physis ». Au début du VIIé chapitre et en l'absence de Fink Heidegger résume face aux étudiants la position de celui-ci quant au début Séminaire « M. Fink a commencé l'interprétation d'Héraclite avec la foudre. Ce début va-t-il de soi ? »(p. 102). On retiendra cette remarque lapidaire de Heidegger, citée par  Adriano Ardovino  qui définit la distance entre sa propre interprétation et celle de Fink « votre chemin d’interprétation d’Héraclite va du feu au logos, alors que mon chemin d’interprétation va du logos au feu ».
« Fink médite principalement la question de l'origine du monde, qui lui apparaît comme la question phénoménologique fondamentale [...], la démarche d'Heidegger qui thématise « l'oubli de l'être »  dans la métaphysique, consiste à faire surgir la question de l'être comme la question décisive et éminente » écrit Natalie Depraz . Pour Heidegger, « c'est avec la nomination de l' « abritement » en retrait » propre à l'alèthéia, qu'il faut rentrer dans l'étude d'Héraclite, par conséquent avec le fragment 16 (Qui se cachera du feu qui ne se couche pas ? ) ou 123 (la nature aime à se cacher) » écrit Philippe Arjakosky . Dès lors malgré l'importance qu'il attache à la pensée d'Héraclite (à laquelle il a consacré de nombreux travaux personnels) Heidegger, resterait en retrait, dans le peu de séances qu'il est amené à conduire. Dans ce séminaire Heidegger poursuit la réflexion qu'il a entamée depuis le début sur le sens grec du Logos,. « Heidegger met en garde Fink contre une déviation ontique de l'interprétation mise en œuvre. Centrée sur la foudre comprise en principe comme phénomène, l'interprétation de Fink avance en effet sur cette voie périlleuse » écrit Ernesto Leibovich.
Cependant cette divergence entre les deux penseurs s'inscrit au sein d'une communauté d’horizon : la reconnaissance de l’« achèvement de la métaphysique ». Cette reconnaissance donne leur plein sens aux pages qui, dans ce livre, entament un débat critique avec la dialectique de Hegel et la phénoménologie de Husserl et s’efforcent de relever le «prodigieux défi» que constitue l’emprise initiale de la pensée grecque.
Le compte rendu du séminaire prend la forme d'une lecture à plusieurs, d'un texte sans réel plan d'ensemble, « de plusieurs fragments, lecture qui progresse par une constante remise en question de son acquis ». On peut distinguer deux phases , une première partie qui concerne particulièrement les chapitres  I et II du texte tente d'éclaircir, à partir de l'expression (Τα Πάντα), le vocabulaire héraclitéen, suivie d'une deuxième qui s'attache à cerner la question du mouvement sous ses formes différentes dans la pensée du philosophe. Après avoir interprété statiquement tout une partie du vocabulaire héraclitéen, le séminaire examine en dynamique quelques-unes des formules les plus marquantes.
À noter que c'est à l'occasion de ce Séminaire (p. 221) que Heidegger récuse définitivement la traduction traditionnelle de l'alèthia grecque l' ἀλήθεια par le concept de Vérité.

## Découpage
Le séminaire est retranscrit et subdivisé en 13 chapitres, que l'on peut reformuler ainsi :
- 1/-Méthode mise œuvre
- 2/-Le cercle herméneutique entre l'ἓν et Τα Πάντα
- 3/-Interprétation différente du fragment 7
- 4/-Hélios (en grec ancien Ἥλιος / Hếlios), Nuit et jour.
- 5/-Développement théorique sur le processus de pensée à partir du fait phénoménal
- 6/-Le Feu et le Tout (panta) à travers la lecture du  (frag.30)
- 7/-Analyse de quelques différences d'interprétations
- 8/-Les hommes, les dieux
- 9/-La mort, l'immortalité
- 10/-La relation d'Hegel à Héraclite
- 11/-La logique chez Hegel
- 12/-Sommeil et rêve
- 13/-Rapport à la mort, attendre, espérer

## Les thèmes

### La signification de ta panta
Fink ouvre le Séminaire par l'étude du (frag.64) qui dit : «  La foudre,  κεραυνός , est au gouvernail de l’univers » . Le Séminaire recherche la signification archaïque de « ta panta » Τα Πάντα, terme traduit par  « Univers » , dans la traduction allemande de Hermann Diels avec laquelle travaillent les deux intervenants. Si l'Univers signifie toutes choses le fragment montre « un rapport de choses plurielles à l'un de la foudre »(p. 11). Pour Fink note David Chaberty , ce qu’Héraclite a en vue, dans ce fragment, c’est le rapport de l’Un et du multiple, autrement dit pour lui de l’étant et du monde. C'est-à-dire que Fink part du texte en tant que celui-ci reflète une compréhension. Il a en vue la dimension des concepts fondamentaux dans laquelle, pense t-il, Héraclite évolue. Ce qui n’est pas du tout le cas d’Heidegger. Heidegger lui, conformément à ses fondamentaux, cherche à comprendre comment Héraclite a déterminé le sens de « TA PANTA ».
Heidegger invite au préalable à sortir de la compréhension traditionnelle et à rechercher la signification archaïque de ta panta en notant que si la mise en opposition de la foudre et des « panta » semble dire un rapport de choses plurielles à l'Un de la foudre. Encore faut-il définir, d'abord, comme le fait remarquer Heidegger, ce que l'on entend par choses (p. 11).Les participants discutent si à propos de l'« Un tout » (ta panta), les choses sont différentes en tant que différenciées ou si elles sont seulement différentiables par la psyché humaine (p. 30).
Fink répond explicitement dans son livre Le Jeu comme symbole du monde (p. 36) : « ce n'est pas à partir d'un rapport avec un étant intramondain, que les dieux et les hommes sont ce qu'ils sont, ils le sont à partir du rapport avec le feu mondain toujours vivant qui donne à chaque chose individuelle le contour fini de son apparence, lui attribue forme, lieu et durée, l'asseoit dans le présent et l'en enlève », cité par Adriano Ardovino .
Fink propose de distinguer la « pluralité » prise comme un Tout (Τα Πάντα), de l'éclair en tant que l'Un, ἓν. Un participant anonyme soulève la contradiction entre un « principe gouvernant » le Tout qui n'étant pas à l'intérieur du Tout est nécessairement à l'extérieur du Tout  (p. 25). Fink parle d'une relation tout à fait particulière, « d'une relation non éclaircie de l'Un au multiple mais non la relation du singulier au pluriel » (p. 26).
Heidegger demande naïvement à Fink qui s'en défend si pour lui l'Un est quelque chose comme un sur-être, (p. 68)). Selon Heidegger il n'y a pas, pas encore chez Héraclite de distinction entre Un et Tout, il y aurait chez l'Éphésien ni préséance ni ordre. L'Un ne marche pas en tête d'où pourrait découler comme chez Platon l'idée d'une onto-théologie . Dans le fragment 50, le Logos est dit « Un:Tout ».
Fink (p. 36) note le rapprochement qu'opère  Héraclite, au fragment 41, entre ἓν, l'Un et Sophon le Sage qui semble ici avoir le sens d'ordre. Ce passage note Hadrien France-Lanord  donne l'occasion à Heidegger de justifier (p. 175) le changement d'écriture de Dasein en Da-sein le Da devenant l'éclaircie et ouverture de l'étant où l'homme s'expose.
Devant les difficultés d'interprétation, tous les participants conviennent qu'il y a nécessité de convoquer tous les fragments où il est question de ta panta pour en percevoir le sens. Sauf que comme le remarque un participant (p. 27) la convocation de chaque fragment présuppose déjà une pré-compréhension de ce que veut dire ta panta, caractéristique d'enfermement dans un cercle herméneutique ». Comme le résume un participant anonyme au chapitre 3 « avec Héraclite, la locution Τα Πάντα  est employée sous divers points de vue, par rapport au Logos, que l'Éphésien recommande de suivre au (frag 2), à la discorde, à la guerre comme père et roi des Πάντα, au ἓν unifiant, à l'échange du feu, au sophon [...] à l'attitude humaine de la connaissance » (p. 42).
À noter que les panta individualisés sont des êtres différents, singuliers, « mus » selon le Logos, d'après le (frag 7) « Si toutes choses devenaient fumée, on connaîtrait par les narines » (p. 30). Ce n'est que dans la mesure où les panta sont des êtres différents en eux-mêmes qu'ils apparaissent ainsi qu'ils sont διαγνοῖεν  (p. 30).

### Le Logos
« Avec Héraclite pour la première fois en Occident la philosophie  se met à réfléchir sur la notion centrale de logos [...] d'où il ressort l'ambigüité et la polysémie de ce concept fondamental qui n'est pas tout à fait encore, chez Héraclite,  un concept ». Le Logos est cité dans une dizaine de fragments, dont (frag.1) « Toutes (πάντων) les choses arrivent (γινοµένων) selon le logos »(frag.2)
Michel Fattal, distingue deux niveaux, un premier niveau correspondant un Logos-Cosmos, un deuxième niveau correspondant un Logos-Phronésis , c'est-à-dire prudence ou sagacité par quoi les Grecs abordent l'être humain.

#### Logos et Cosmos
Après avoir interprété, dans les premières pages, sous la direction de Fink à partir du (frag 64) la sentence « mais la « foudre » gouverne l'Univers », le Séminaire revient sous l'impulsion d'Heidegger (p. 15) vers le (frag.1)« car, bien que tout se passe selon le logos », qui attribue la gouvernance au logos et non à la foudre.
Ce dernier fragment est conforté par plusieurs autres : « le logos est ce qui est commun à tous » (frag.72) et cet autre (frag.50) « Ce n’est pas à moi, mais au Logos qu’il est sage d’accorder que Tout est Un » (traduction Hermann Diels) (p. 17). En évoquant le (frag 50), dès la première séance (p. 17), on voit très vite que l'intérêt de Heidegger est tout autre que celui poursuivi par Fink.
Le Logos est aussi ce qui gouverne l'ensemble des choses dans le monde (τω̃τὰ‛ό λα διοικου̃ντι). L'unité de toutes choses qui est révélée par logos. « En écoutant, non pas moi, mais le logos, il est sage de tomber d'accord pour dire : tout est Un », (frag.108)« c'est le logos qui décide non seulement de l'arrangement et de l'ordre des choses dans le monde, il affirme aussi leur unité car il est la sagesse, or la sagesse est séparée de tout ».. qui constitue l' arché, l' ἀρχή ' caché, le principe originaire.
Pour Heidegger l'« Unité », en tant que « Un-Tout » n'est pas à rechercher dialectiquement à la manière de la dialectique hégélienne, l'Unité est originaire et essentielle dans la dimension de la co-appartenance au sein justement de l'idée de Logos . C'est aussi à travers la métaphore de l' « éclair » qui illumine en un instant, de son rayon, toute la scène des êtres comme dans la caverne platonicienne, et non en faisant appel à l'image éclatante du soleil qui déploie lentement sa lumière dans la stabilité du jour, que Héraclite perçoit l'unité du Tout, Τα Πάντα , image de l'éclair et de la foudre dont Heidegger va se saisir comme une anticipation pré-socratique de l'événementialité de son  Ereignis  voir aussi les  Apports à la philosophie : De l'avenance.
Cet « Un-Tout » qui ne peut plus être conçu comme la résultante d'une unité par agrégation du multiple, par rattachement ou accouplement mais, selon l'expression de Guillaume Badoual comme une« unité concertante », va constituer la « Dimension » dans laquelle toutes choses « avec leur adverse » vont pouvoir apparaître dans leur lumière propre.
Heidegger dégage une autre signification de l'Un, ἓν  qui peut avoir outre son sens sommatif le sens d'unifier (p. 33)

#### Logos et Phronesis
C'est Heidegger (p. 17) qui faisant référence au (frag.50), lie en premier, le logos à l'entendement humain.
D'après le sens général du (frag.7) toujours selon Heidegger (p. 31) les panta sont rapportés à la connaissance, à l'homme percevant, mais la plupart du temps selon le (frag.1) les hommes sont sans compréhension. Le propre du Logos est aussi en tant que « Un-Tout » de dire  l'appartenance mutuelle de l'être et de l'homme, tel que l'exprime le (frag 50) « Si ce n'est pas moi, mais le sens qu'on a entendu , il est sage de dire, conformément au sens de logos que tout est « Un » ». Michel Fattal écrit : « le logos est tout aussi important pour la phronésis qu'il ne l'est pour le cosmos, pas de phronésis sans logos, pas de logos sans phronésis. C'est elle qui permet une bonne compréhension de la vérité. Les hommes (quelques uns) se tiennent dans la proximité ou (la plupart) s'éloignent du logos. Cette compréhension est traduisible en termes de rapports entre un maître et son disciple, un écouter et un parler ».
Avec (le frag.50), nous avons d'un côté le maître, de l'autre le logos.
C'est ainsi que Fink comprend le (frag.108) qui nomme le sophon (le sage) à l'écart de tout.
« Tu ne trouverais pas de limites à l'âme, même en voyageant sur toutes les routes, tant elle a un logos profond » (frag. 45) cité par Michel Fattal.

### Le mouvement
Il est question du « mouvement », dans le (frag 64) ( examiné en premier dans le Séminaire), lorsque Héraclite  pense le rapport de l’étant et de l’Un de telle sorte qu’il a en vue la différence cosmologique, saisie sous l’angle de « l’éclaircie » . Fink déclare (p. 14) « Τα Πάντα dans le frag.64 ne désigne pas une multiplicité de l'étant en repos, statique, mais une multiplicité mouvante ».L'idée de mouvement apparaît sous divers angles: 
1. Comme « mouvement du monde » selon Fink (p. 32) première apparition à savoir celui de la partie et du tout. « Qu'à partir du multiple se produise l'Un est un phénomène connu. Mais la réciproque n'est pas vraie. De l'Un ne se produit pas le multiple à moins que nous ne désignions simplement la totalité limitée au sens de la multiplicité et de la multitude »(p. 32).
2. Comme génésis Υένεσις : « mouvement du « porter au paraître » que l'éclair accomplit à l'endroit de l'étant est aussi une intervention gouvernante dans l'être-en-mouvement des choses elles-mêmes. Les choses sont en mouvement sur le mode du lever et du coucher, du croître et du décroître, du mouvement local et du changement »(p. 17).
3. Comme retrait. « La nature aime à se cacher » (frag.123)

#### Le Devenir
Fink porte d'abord son regard sur ce qu'il appelle le « mouvement du monde » qu'il distingue du mouvement des panta (p. 32) et comprend notamment la genèse, la génésis Υένεσις. La foudre  symbolise chez Héraclite, le mouvement du monde qui porte à la clarté, dans sa force productrice, l’ensemble de l’étant, et le fait de la sorte apparaître écrit David Chaberty , . Pour Adriano Ardovino, Fink insiste sur la force phénoménalisante que le feu recèle : le feu, dont l’éclair ou la foudre (keraunos) κεραυνός   n’est qu’un mode, « porte à l’apparaître la multiplicité articulée des panta, en la soustrayant, au moins provisoirement, à l’indifférenciation de la nuit » . En nommant les « moments du monde »  Fink introduit la problématique de la « manifestation » qui va faire l'objet d'une discussion entre Fink et Heidegger conclut Chaberty.
On connaît la formule célèbre « Panta rei »  Πάντα ῥεῖ) »  qui, en grec ancien, signifie littéralement « Toutes les choses coulent » (dans le sens de « Tout passe »). Le (frag 91) « On ne peut pas descendre deux fois dans le même fleuve ». Une telle vision du monde s’appuie sur la transformation incessante des êtres et des choses. Le devenir étant la perpétuelle transformation de la substance fondamentale. Fragment 6 le soleil est aussi à nouveau chaque jour, mais il ne franchit pas certaines limites. On a coutume sur cette base, d'opposer Héraclite comme philosophe du mouvement universel à Parménide philosophe de l'immobilité radicale de l'être. Jean Beaufret prend appui sur plusieurs fragments pour  contester cette doctrine du mouvement universel.
Heidegger précise (p. 17) « Quand Héraclite pense la genesis, il ne s'agit pas du « devenir » au sens moderne, donc avec le sens de processus mais pensé grec cela veut dire : venir à l'être, entrer dans la présence ».

#### La Phusis
La Phusis, φύσις est déterminée selon le (frag.16) « Qui se cachera du feu qui ne se couche pas ? », comme ce qui ne rentre jamais en occultation. La Phusis  d'Héraclite est pensée comme une perpétuelle éclosion. « Non quelque chose auquel l'éclosion est dévolue en pleine propriété ni non plus le Tout qui est concerné par l'éclosion. Héraclite pense plutôt l'éclosion et elle seule ». Toutefois Heidegger s'efforce de nous faire penser ensemble voilement et dévoilement par le rapprochement des frag (16 et 123)
Par ailleurs, le (frag.123) dit : « Φύσις κρύπτεσθαι φιλεῖ » / Phúsis krúptesthai phileĩ, soit, selon la traduction de la plupart des interprètes : « la nature aime à se cacher », aphorisme qui pour nos oreilles modernes semble assez clair et assez évidente (Héraclite aurait constaté poétiquement la pénibilité du savoir et de l'apprentissage). Sans rejeter absolument cette traduction, Heidegger s'attache à en démontrer les insuffisances. Phusis ne se réduit pas, au domaine de la nature, mais comprend tous les panta (choses, idées , sentiments).
Si la phusis est une perpétuelle éclosion, il est difficile de concilier cette thèse avec un amour du « se cacher » ; d'ailleurs, Héraclite ne dit nulle part que la φύσις se recouvre aux yeux des hommes, ni qu'elle se ferme à leur intelligence, mais tout simplement qu'« elle aime à se cacher » qui est à prendre selon Heidegger au sens premier, le plus simple et direct. Il ne semble pas non plus que l'on puisse résoudre la contradiction en la pensant séquentielle avec d'abord un épanouissement puis un déclin, le texte d'après Heidegger établit clairement un rapport d'être entre φύσις et κρύπτεσθαι, donc entre phusis et « se cacher »,.
C'est auprès de Héraclite, particulièrement dans les fragments 16 et 123, que Heidegger cherchera le chemin qui lui permettra d'approcher l'essence de la φύσις. Au bout d’une démonstration complexe, et d'un travail minutieux d'interprétation, il se confirme en première détermination, que la φύσις est moins ce qui s'épanouit et demeure dans la présence (le résultat) que le surgissement, l'« émergence » elle-même en tant que telle. Cette idée d'émergence souligne Jean Grondin se retrouve partout chez les grecs (dans les événements du ciel, dans le roulement des vagues, dans la croissance des plantes). Plus explicitement Fink en appelle au (frag 53) qui dit « la guerre est le père de toutes choses, de toutes choses le roi » (p. 37). Toujours émergeant et toujours s’épanouissant, la φύσις reste elle-même, en elle-même ; c'est en ce sens qu'elle peut être aussi pensée, chez Héraclite, comme un combat Πόλεμος / Pólemos . « L'unité de la φύσις  est maintenue au sein même des oppositions, du jour et de la nuit, de la paix et de la guerre, de l'abondance et de la disette et la loi qui porte l'ajointement des contraires, c'est çà, le « Logos », le λόγος  ».
Grâce à cette lutte des « adverses », le logos héraclitéen peut être considéré comme un rassemblement stable, comme le souligne  Éliane Escoubas, car « l'entre-appartenance et l'adversité conviennent ensemble », d'où la quasi identité chez les anciens grecs entre les notions de « logos » et de « physis » (qui dit aussi rassemblement et recueil). Il s'agit donc pour Heidegger de faire un sort définitif à l'interprétation traditionnelle de la célèbre sentence héraclitéenne Ta Panta Rei (en grec ancien Τα Πάντα ῥεῖ) : traduit traditionnellement par « Tout coule ». Héraclite est connu à la fois pour son obscurité (« Héraclite d'Éphèse dit Héraclite l'Obscur » disait déjà Aristote), et son opposition à Parménide, l'un étant le philosophe du mouvement universel, Τα Πάντα ῥεῖ , « tout coule »  ou « on ne se baigne pas deux fois dans le même fleuve », l'autre celui de l'immobilité radicale.